# (17445) Avatcha
(17445) Avatcha est un astéroïde de la ceinture principale.

## Description
(17445) Avatcha est un astéroïde de la ceinture principale. Il fut découvert le 28 décembre 1989 à l'Observatoire de Haute-Provence par Eric Walter Elst. Il présente une orbite caractérisée par un demi-grand axe de 3,16 UA, une excentricité de 0,26 et une inclinaison de 15,2° par rapport à l'écliptique.

## Compléments